# Photedes saturata
Photedes saturata là một loài bướm đêm trong họ Noctuidae.